# بیلی گرولیش
بیلی گرولیش (انگلیسی: Billy Greulich; ۲۴ آوریل ۱۹۹۱ – ) بازیکن فوتبال اهل بریتانیا بود.
از باشگاه‌هایی که در آن بازی کرده است می‌توان به باشگاه فوتبال میدلزبرو، باشگاه فوتبال لوتون تاون، و باشگاه فوتبال هارتل پول یونایتد اشاره کرد.